# Archibald MacKinnon
Archibald MacKinnon (13 de enero de 1937) es un deportista canadiense que compitió en remo. Participó en dos Juegos Olímpicos de Verano en los años 1956 y 1960, obteniendo dos medallas, oro en Melbourne 1956 y plata en Roma 1960.

## Palmarés internacional
| Juegos Olímpicos | Juegos Olímpicos      | Juegos Olímpicos | Juegos Olímpicos   |
| Año              | Lugar                 | Medalla          | Prueba             |
| ---------------- | --------------------- | ---------------- | ------------------ |
| 1956             | Melbourne (Australia) | Medalla de oro   | Cuatro sin timonel |
| 1960             | Roma (Italia)         | Medalla de plata | Ocho con timonel   |